# 하카루어
하카루어(Jaqaru)는 아이마라어족에 속하는 언어이다. 하키어(Jaqi) 또는 아루어(Aru)라고도 한다. 페루의 리마주 야우요스군 투페구와 카타와시구에서 쓰인다. 약 2,000명의 하카루족 대부분은 리마로 이주한 상태이다.
이웃한 카추이, 칸찬, 카이판, 차빈 공동체의 몇몇 노인들은 (2005년에 9명이 생존해 있었음) 이질적인 방언인 카우키 방언 내지 카우키어(Kawki)를 사용한다. 하드먼에 따르면 하카루어와 카우키어는 어느 정도 상호 의사 소통 가능하지만, 한 언어의 화자들은 다른 언어를 녹음한 것을 이해할 수 없었으며, 카우키어 화자와 하카루어 화자가 결혼한 경우 가정에서 쓰이는 언어는 스페인어였다고 보고했다. (하지만 대부분의 하카루족과 카우키족은 가정에서 스페인어를 사용한다.) 역사적 분석에 따르면 두 언어는 상당 기간 서로 접촉이 끊겨 있었다. 하카루와 카우키를 통틀어 투페(Tupe)라 부른다.
하카루어와 카우키어는 형태론에서 분명한 차이가 있다. 하카루어는 10개의 동사 인칭을 구분하지만 카우키어에는 9개뿐이다(카우키어에서는 두 개의 인칭이 동음이의 관계를 이루게 되었다). 또 하카루어의 동사 인칭 체계에서는 역행 모음조화가 폭넓게 나타나지만 카우키어에는 나타나지 않는다. 음운론 면에서 카우키어와 하카루어는 모음 체계에 차이가 있다. 하카루어는 3개의 보통 길이 모음과 3개의 짧은 모음을 구분하지만, 카우키어에는 3개의 보통 길이 모음뿐이다.

## 음운론

### 모음
하카루어에는 /a i u/ 3개의 모음 음소가 있으며 모음의 길이를 구별한다. 장모음은 ‹a: i: u:›처럼 나타낸다.

### 자음
|        |        | 양순음 | 치음/ 치경음 | 치음/ 치경음 | 치음/ 치경음 | 후치경음 | 경구개음 | 연구개음 | 구개수음 |
| ------ | ------ | ------ | ------------ | ------------ | ------------ | -------- | -------- | -------- | -------- |
| 비음   | 비음   | m      | n            | n            | n            |          | ɲ        | ŋ        |          |
| 파열음 | 무성   | p      | t            | tʲ           | t͡s           | ʈ        | c        | k        | q        |
| 파열음 | 유기   | pʰ     | tʰ           | tʲʰ          | t͡sʰ          | ʈʰ       | cʰ       | kʰ       | qʰ       |
| 파열음 | 방출   | pʼ     | tʼ           | tʲ’          | t͡sʼ          | ʈʼ       | c’       | kʼ       | qʼ       |
| 마찰음 | 마찰음 |        | s            | s            | s            |          | ç        | x        |          |
| 접근음 | 중설   |        |              |              |              |          | j        | w        |          |
| 접근음 | 설측   |        | l            | l            | l            |          | ʎ        |          |          |
| 탄음   | 탄음   |        | ɾ            | ɾ            | ɾ            |          |          |          |          |

## 같이 보기
- 아이마라어

## 참고 문헌
- Hardman, Martha James 1978. "Jaqi: The Linguistic Family". The International Journal of American Linguistics. Volume 44. pp. 146–153.
- Hardman-de-Bautista, Martha James 1978. "Linguistic Postulates and Applied Anthropological Linguistics". In V. Honsa and M. J. Hardman-de-Bautista (eds) Papers on Linguistics and Child Language. New York: Mouton Publishers.
- Hardman, Martha James 1983. "'And if We Lose Our Name, Then What About Our Land', or What Price Development?" Evaluating Gender Relations Volume 35, number 3. pp. 151–161.
- Hardman, Martha James 2000. Jaqaru. Germany: Lincom Europa.